# Ignazio Paternò
Ignazio Paternò (* 1980) ist ein italienischer Manager.
Paternò ist in Deutschland aufgewachsen. Seit 2004 war er bei Lidl-Italia aktiv. 2015 folgte Paternò im Alter von 35 Jahren Daniel Marasch, der den Vorsitz von Lidl Deutschland übernahm, als Präsident von LidlItalia. Vor seiner Ernennung als Präsident hat er als Einkaufschef gearbeitet.
2018 wechselte er als Stellvertretender Einkaufschef in die Zentrale nach Neckarsulm. Seit August 2019 bis Ende August 2020 war er Vorstandsvorsitzender von Lidl. Er hat die VVS Lidl Stiftung auf eigenen Wunsch mit sofortiger Wirkung verlassen. Kommissarisch übernahm Gerd Chrzanowski die Leitung des Unternehmens.